# Jefté
Jefté Vital da Silva Dias (Rio de Janeiro, 21 december 2003), voetbalnaam Jefté, is een Braziliaans voetballer die sinds 2024 uitkomt voor Rangers FC.

## Clubcarrière
Jefté sloot zich eind 2017 aan bij de jeugdopleiding van Fluminense FC, dat hem toen overnam van EC Tigres do Brasil. In maart 2021 kondigde Fluminense aan dat het het contract van Jefté, die in het seizoen 2020 kampioen was geworden met het U17-elftal van de club, had opengebroken tot eind 2025.
In juli 2023 werd Jefté door Fluminense voor één seizoen uitgeleend aan de Cypriotische eersteklasser APOEL Nicosia. Dit ging gepaard met een contractverlenging tot 2026 bij Fluminense. Jefté speelde tijdens zijn uitleenbeurt 33 officiële wedstrijden voor APOEL Nicosia, voornamelijk als basisspeler. APOEL kroonde zich in het seizoen 2023/24 tot Cypriotisch landskampioen.
Jefté bleef na zijn uitleenbeurt aan APOEL Nicosia in Europa voetballen: in mei 2024 ondertekende hij een vierjarig contract bij de Schotse vicekampioen Rangers FC.

## Clubstatistieken
| Seizoen         | Club            | Land               | Competitie           | Competitie | Competitie | Beker | Beker | Supercup | Supercup | Internat. | Internat. | Totaal | Totaal |
| Seizoen         | Club            | Land               | Competitie           | Wed.       | Dlp.       | Wed.  | Dlp.  | Wed.     | Dlp.     | Wed.      | Dlp.      | Wed.   | Dlp.   |
| --------------- | --------------- | ------------------ | -------------------- | ---------- | ---------- | ----- | ----- | -------- | -------- | --------- | --------- | ------ | ------ |
| 2023            | Fluminense FC   | Vlag van Brazilië  | Série A              | 0          | 0          | 0     | 0     | —        | —        | —         | —         | 0      | 0      |
| 2023/24         | → APOEL Nicosia | Vlag van Cyprus    | A Divizion           | 31         | 3          | 1     | 0     | —        | —        | 1         | 0         | 33     | 3      |
| 2024/25         | Rangers FC      | Vlag van Schotland | Scottish Premiership | 0          | 0          | 1     | 0     | —        | —        | 2         | 0         | 3      | 0      |
| Carrière totaal | Carrière totaal | Carrière totaal    | Carrière totaal      | 31         | 3          | 2     | 0     | 0        | 0        | 3         | 0         | 36     | 3      |

Bijgewerkt op 18 augustus 2024.
1 Butland ·
2 Tavernier  ·
3 Yılmaz ·
4 Pröpper ·
5 Souttar ·
7 Cortés ·
8 Barron ·
9 Dessers ·
10 Diomand ·
11 Lawrence ·
14 Bajrami ·
17 Matondo ·
18 Černý ·
19 Nsiala ·
20 Dowell ·
21 Sterling ·
22 Jefté ·
24 Kasanwirjo ·
27 Balogun ·
29 Igamane ·
30 Hagi ·
31 Kelly ·
38 King ·
43 Raskin ·
44 Devine ·
45 McCausland ·
51 Lowry ·
99 Danilo ·
Coach: Clement
· Assistent-coach: Van der Heyden
· Assistent-coach: Rae
· Assistent-coach: Ulderink